# Corredor Cidade de Quebec–Windsor

Mapa do Corredor Cidade de Quebec - Windsor (mapa em inglês).

O Corredor Cidade de Quebec–Windsor é a região mais densamente povoada do Canadá e fortemente industrializada. Estende-se de Quebeque, situada na província homônima, a Windsor, na província de Ontário. No total, o corredor possui 1 150 quilômetros de extensão. Segundo o censo de 2001, sua população ultrapassa 18 de milhões de pessoas — mais da metade da população do país — e abrange três das quatro maiores áreas metropolitanas (Montreal, Otawa e Toronto). A região tem muitas semelhanças com a megalópole situada a nordeste dos Estados Unidos.